# Scheloribates quintus
Scheloribates quintus är en kvalsterart som beskrevs av Wunderle, Beck och Woas 1990. Scheloribates quintus ingår i släktet Scheloribates och familjen Scheloribatidae. Inga underarter finns listade i Catalogue of Life.